# District de Janakala
Le district de Janakala (en kazakh : Жаңақала ауданы) est un district de l'oblys du Kazakhstan-Occidental au Kazakhstan.

## Géographie
Le centre administratif du district est Janakala.

## Démographie
En  2013, le district a une population estimée à 23 742 habitants.